# Pachyta
Pachyta is een kevergeslacht uit de familie van de boktorren (Cerambycidae). De wetenschappelijke naam van het geslacht werd voor het eerst geldig gepubliceerd in 1821 door Dejean.

## Soorten
Pachyta omvat de volgende soorten:
- Pachyta armata LeConte, 1873
- Pachyta bicuneata Motschulsky, 1860
- Pachyta degener Semenov & Plavilstshikov, 1936
- Pachyta erebia Bates, 1884
- Pachyta felix Holzschuh, 2007
- Pachyta gorodinskii Rapuzzi, 2013
- Pachyta lamed (Linnaeus, 1758)
- Pachyta mediofasciata Pic, 1936
- Pachyta perlata Holzschuh, 1991
- Pachyta quadrimaculata (Linnaeus, 1758)